# Turquía en los Juegos Paralímpicos de Sochi 2014
Turquía estuvo representada en los Juegos Paralímpicos de Sochi 2014 por dos deportistas masculinos. El equipo paralímpico turco no obtuvo ninguna medalla en estos Juegos.